# فلويد تورنر
فلويد تورنر (بالإنجليزية: Floyd Turner)‏ هو لاعب كرة قدم أمريكية أمريكي، ولد في 29 مايو 1966 في شريفبورت في الولايات المتحدة.

## وصلات خارجية
- فلويد تورنر على موقع مرجع كرة القدم المحترفة.كوم (الإنجليزية)